# ناگزالی‌ها
ناگزالی‌ها (انگلیسی: The Naxalites) یک فیلم هندی زبان به کارگردانی خواجه احمد عباس و محصول سال ۱۹۸۰ است.